# Halicryptus spinulosus
Espèce
Halicryptus spinulosus est une espèce de vers marins de l'embranchement des Priapulida de la mer Baltique et des océans Atlantique Nord et Arctique.